# Амазар (річка)
Амаза́р — річка в Російській Федерації, в Забайкальському краї, ліва притока Амура. Довжина 290 км, площа басейну 11 100 км². Утворюється злиттям Великого і Малого Амазара, що беруть початок на південно-східних відрогах Олекмінського Становика. Тече уздовж північних схилів Амазарського хребта, потім перетинає його і впадає до Амура нижче за Шилку.
Замерзає в жовтні, розкривається в кінці квітня — початку травня. Високі дощові літні паводки. Взимку місцями промерзає до дна (на 3—5 місяців). Середня витрата біля смт Амазар 29,3 м³/с. В басейні 104 озера загальною площею 2,55 км².